# Северен полярен кръг
Северният полярен кръг е един от петте основни паралела от географската мрежа на Земята. Това е въображаема линия, която е разположена на 66° 33′ 39″ (или 66,56083°) северно от екватора. Всичко, което се намира северно от тази линия, се означава като Арктика, а зоната, разположена между Северния полярен кръг и друг важен паралел (Тропик на Рака), е известна като Северна умерена зона. Аналогичният паралел от южното полукълбо се нарича Южен полярен кръг.
Северният полярен кръг маркира възможно най-южните координати в Северното полукълбо, където се наблюдава полярен ден (24-часов ден) при лятно слънцестоене през юни и полярна нощ (24-часова нощ) при зимно слънцестоене през декември. В рамките на полярния кръг Слънцето е над хоризонта за 24 часа при лятно слънцестоене поне веднъж в годината, както и 24 часа под хоризонта поне веднъж годишно при зимно слънцестоене.
Позицията на Северния полярен кръг се определя от наклона на земната ос на въртене към еклиптиката. Ъгълът не е постоянен и изместването му се определя от цикли на изменения в кратки и дълги периоди. Към 2000 г. стойността му е 23°26′21″.
Страни, които имат значителни територии в Северния полярен кръг, са Русия, Канада, Дания (Гренландия), САЩ (Аляска), Норвегия, Швеция и Финландия.
Исландия също има територия в Северния полярен кръг, но по-малко от 1 km2. Това са няколко малки острова, от които обитаем е само Гримси.

## Население
Северният полярен кръг е изключително слабо населен. Най-големите градове над този полярния кръг са Мурманск, Русия, с население от 325 100 души, Норилск – също в Русия, (177 000 души), Тромсьо в Норвегия с около 62 000 души и Рованиеми във Финландия с по-малко от 58 000 души.
- Крайпътен знак на магистрала „Далтън“, обозначаващ положението на Северния полярен кръг в Аляска, САЩ
- Маркировка на Северния полярен кръг пресичащ Мелфиорд, Норвегия
- Маркировка на Северния полярен кръг близо до Матисуден, Швеция
- Граница на Северния полярен кръг в Рованиеми, Финландия